# Resolutie 2401 Veiligheidsraad Verenigde Naties
Resolutie 2401 van de Veiligheidsraad van de Verenigde Naties werd op 24 februari 2018 unaniem aangenomen. De door Zweden en Koeweit opgestelde resolutie vroeg om een wapenstilstand van dertig dagen in Syrië, om de levering van noodhulp aan de bevolking mogelijk te maken.

## Standpunten
De Franse VN-vertegenwoordiger François Delattre benadrukte het belang van een gevechtspauze en hoopte dat een bestand de impasse zou doorbreken en tot een politiek proces zou leiden.
De Amerikaanse Nikki Haley noemde het van kritiek belang dat Assads regime en bondgenoten hun aanval op het oosten van Ghouta staakten en er noodhulp toelieten. Ze stelde ook in vraag waarom Rusland drie dagen bleef palaveren over de tekst, om uiteindelijk een paar woorden en komma's te veranderen. Voor alle landen behalve Rusland, Iran en Syrië was deze resolutie moreel van groot belang.
Vassily Nebenzia van Rusland zei dat zijn land het niet eens was met het onmiddellijk beëindigen van de vijandelijkheden, aangezien dat onmogelijk was zonder akkoord met de strijdende partijen in Syrië. Daarom had het zo lang geduurd voordat er een akkoord over de tekst tot stand kwam.
Syrië zelf verweet de Verenigde Staten, het Verenigd Koninkrijk en Frankrijk een dubbele standaard te hanteren door te bepalen welke gewapende groeperingen terreurgroepen waren die verder bestreden mochten worden, en welke rebellengroepen waren die ze financierden, met als doel Syrië te verdelen. Het land vroeg respect voor zijn soevereiniteit en stelde het recht te hebben zich te verdedigen.

## Achtergrond
In 2011 braken in navolging van andere Arabische landen ook in Syrië protesten uit tegen het regime van president Bashar al-Assad. Dat regime probeerde de protesten met harde hand neer te slaan, waarbij duizenden doden vielen. De protesten mondden gaandeweg uit in een burgeroorlog tussen de regering, verscheidene oppositiegroepen en extremistische groeperingen. Een van die groeperingen was Islamitische Staat, dat niet enkel in Syrië en Irak gewelddaden beging, maar ook terreuraanslagen pleegde in andere landen. Daarom voerden een aantal landen, waaronder de VS, Rusland en Frankrijk, luchtaanvallen uit op IS-bolwerken in Syrië. Westerse landen steunden de rebellen, terwijl Rusland Assad bleef steunen en ook de rebellen bombardeerde.

Het Syrische offensief in Ghouta in maart 2018. De rebellengebieden zijn groen gekleurd. Het rode gebied wordt door het regime gecontroleerd.

De resolutie kwam er nadat een zwaar offensief van het regeringsleger met Russische luchtsteun in het al jaren belegerde Ghouta vele honderden burgerslachtoffers had gemaakt. Ghouta was in handen van verscheidene rebellengroepen, waarvan sommige banden met Al Qaida hadden. Ghouta werd in april door het regeringsleger onder de voet gelopen.
Ook in Idlib had het regeringsleger ondanks een deëscalatieakkoord tussen Rusland, Turkije en Iran zwaar gebombardeerd. Deze regio werd grotendeels door terreurgroep Al-Nusra gecontroleerd. Aangezien terreurgroepen uitgesloten werden van het staakt-het-vuren, was het onduidelijk hoe deze resolutie tot een gevechtspauze kon leiden.
De Turkse operatie tegen de Koerdische milities in het noorden van Syrië moest in principe ook gestaakt worden. Volgens Turkije is de aan de PKK gelieerde groepering een terreurorganisatie, maar de VN klasseert geen van beide partijen als zodanig. Van een gevechtspauze of medische evacuaties was dan ook geen sprake en noodhulp kon slechts in beperkte mate geleverd worden.

## Inhoud
De humanitaire situatie in onder meer het oosten van Ghouta, Idlib, het noorden van Hama, Rukban en Raqqa was na zeven jaren van oorlog zeer penibel. 13,1 miljoen mensen hadden noodhulp nodig, waarvan 6,1 miljoen ontheemden en 2,5 miljoen op moeilijk te bereiken plaatsen. Verder waren de 400.000 mensen die vast zaten in belegerde gebieden als het oosten van Ghouta, Jarmuk, al-Foua en Kefraya de voorgaande maanden onbereikbaar geweest. Men herinnerde eraan dat het belegeren van de bevolking een schending van het humanitair recht is, en riep op alle belegeringen onmiddellijk te staken.
Geëist werd dat alle partijen in Syrië meteen de wapens neerlegden voor een humanitaire pauze van minstens dertig dagen, zodat ongehinderde noodhulpverlening mogelijk was en zieken en gewonden geëvacueerd konden worden. De militaire operaties tegen de terreurgroepen Islamitische Staat, Al Qaida en Al-Nusra mochten wel blijven doorgaan.
Op 11 januari was VN-noodhulpcoördinator Stephen O'Brien in Syrië geweest en had "vijf verzoeken" geformuleerd. Hij vroeg onder meer betere humanitaire toegang tot Syrië, een akkoord over VN-konvooien van Damascus naar het zuidoosten, medische evacuaties voor zieken in het belegerde oosten van Ghouta en betere ondersteuning van Syrische NGO's. Alle partijen werden opgeroepen mee te werken aan de bewerkstelliging ervan.

## Verwante resoluties
- Resolutie 2268 Veiligheidsraad Verenigde Naties (2016)

Lijst ·  2398 ·  2399 ·  2400 ·  2401 ·  2402 ·  2403 ·  2404 ·  2405 ·  2406 ·  2407 ·  2408 ·  2409 ·  2410 ·  2411 ·  2412 ·  2413 ·  2414 ·  2415 ·  2416 ·  2417 ·  2418 ·  2419 ·  2420 ·  2421 ·  2422 ·  2423 ·  2424 ·  2425 ·  2426 ·  2427 ·  2428 ·  2429 ·  2430 ·  2431 ·  2432 ·  2433 ·  2434 ·  2435 ·  2436 ·  2437 ·  2438 ·  2439 ·  2440 ·  2441 ·  2442 ·  2443 ·  2444 ·  2445 ·  2446 ·  2447 ·  2448 ·  2449 ·  2450 ·  2451